# District de la Bekaa occidentale
Le caza de la Bekka occidentale (arabe : قضاء البقاع الغربي) est un district administratif Libanais, le « caza », qui comporte 27 villages, et qui fait partie du gouvernorat, la « muhafazah », de la Bekaa. Le chef-lieu du caza est Joub Jenin. Un autre village important dans ce caza est celui de Machghara. Le fleuve du Litani traverse ce district.

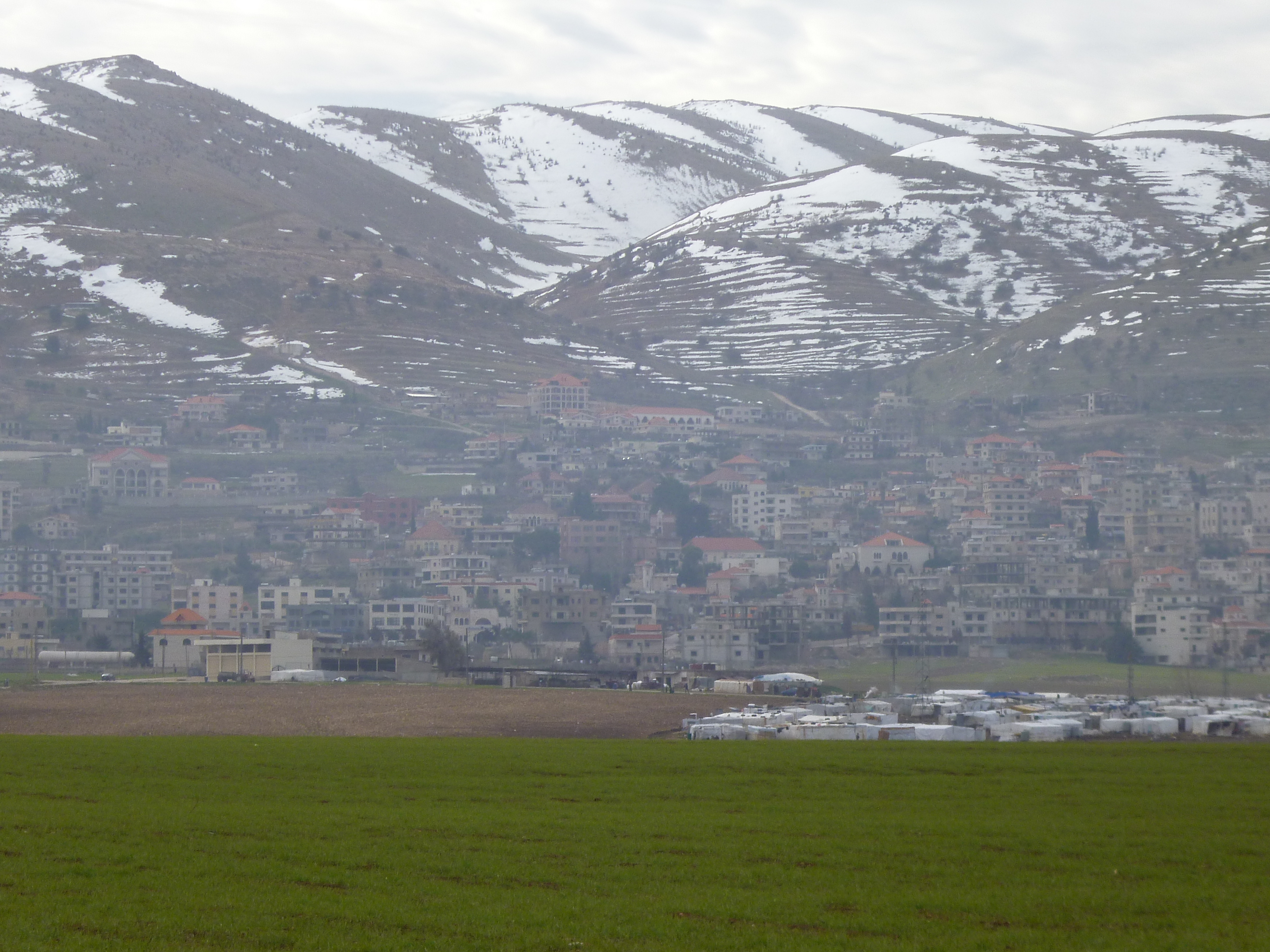
Joub Jannine

## Liste des 27 villages du caza de la Bekka-Ouest
- Ain el Tineh
- Ain Zebdeh
- Ammik
- Ana
- Aytanit
- Baaloul
- Bab Mareh
- Ghaza
- Hoch Harimeh
- Joub Jenin
- Kamed el Laouz
- Karaoun
- Kefraya
- Kelya
- Kherbet Kanafar
- Lala
- Lebbaya
- Machghara
- Manara
- Mansoura
- Marej
- Maydoun
- Sohmor
- Souairy
- Saghbine
- Sultan Yaakoub
- Yehmor